# Rodnikove
Rodnikove (en (ucraïnès): Родникове, en rus: Родниково, Rodnikovo) és un poble de la República Autònoma de Crimea a Ucraïna, que el 2021 tenia 3.744 habitants. Pertany al districte de Simferòpol.